# Thyonidium flavum
Thyonidium flavum is een zeekomkommer uit de familie Cucumariidae.
De wetenschappelijke naam van de soort werd in 1882 gepubliceerd door Richard Greeff.